# Lespedeza hirta
Lespedeza hirta är en ärtväxtart som först beskrevs av Carl von Linné, och fick sitt nu gällande namn av Jens Wilken Hornemann. Lespedeza hirta ingår i släktet Lespedeza och familjen ärtväxter.

## Underarter
Arten delas in i följande underarter:
- L. h. curtissii
- L. h. hirta